# Batalla de Benevent (212 aC)
La segona batalla de Benevent tingué lloc el 212 aC durant la Segona Guerra Púnica entre Cartago i la República Romana. Els legionaris del cònsol Quint Fulvi Flac aconseguiren prendre el campament dels cartaginesos a Benevent i obligaren Hannó a retornar a la regió del Brútium.

## Preludi
Després de la gran derrota romana a la batalla de Cannes el 216 aC, no foren poques les ciutats itàliques que es rebel·laren contra el poder de Roma i es passaren de bàndol, facilitant als cartaginesos els subministraments necessaris per seguir combatent en territori enemic.
Quan Hanníbal abandonà la ciutat aliada de Càpua per intentar la conquesta de Tàrent, els cònsols romans Api Claudi Pulcre i Quint Fulvi Flac aprofitaren per posar setge a la ciutat rebel. Els ciutadans de Càpua, que no tenien suficient gra per resistir un llarg setge, demanaren auxili a Hanníbal i en resposta, Hannó, fill de Bomilcar, avançà des de la regió del Brútium per acampar a unes tres milles de Benevent, on es dedicà a reunir tot el gra de les poblacions veïnes i aliades per ajudar a Càpua.

## Batalla
Assabentats d'aquestes accions, els cònsols decidiren atacar la posició cartaginesa i Quint Fulvi Flac avançà amb les seves tropes durant tota la nit atacant per sorpresa a l'alba, Però els cartaginesos, defensant una posició elevada, pogueren rebutjar l'assalt. Fulvi Flac, veient amb preocupació les baixes que els seus homes estaven patint en els seus intents per superar l'estacada, ordenà la retirada, però els legionaris, abans d'enfrontar aquest deshonor, respongueren amb renovada empenta.
El cap del destacament d'aliats pelignes llençà el propi estendard dins del campament cartaginès, animant als seus homes a recuperar-lo i un dels centurions romans de la tercera legió anomenat Tutus Pedanius imità el gest, aconseguint així que els seus homes prenguessin l'estacada i finalment penetressin en el campament enemic, on dugueren a terme una gran matança, acabant amb 6,000 cartaginesos i prenent-ne uns altres 7,000 com presoners. A més, els romans capturaren tot el gra acumulat així com les bèsties de càrrega que els púnics havien acumulat.

## Fets posteriors
El comandant cartaginès Hannó, que es trobava a Caminium recollint més gra, es veié obligat a retornar a Brútium i Annibal mateix hagué d'avançar en socors de Càpua per alliber als seus aliats dels setge romà, fet que aconseguí durant la Primera Batalla de Capua.